# Rondanina
Rondanina – miejscowość i gmina we Włoszech, w regionie Liguria, w prowincji Genua.
Według danych na rok 2004 gminę zamieszkuje 95 osób, 7,9 os./km².